# Madis Vihmann
Madis Vihmann (Valga, 5 ottobre 1995) è un ex calciatore estone, di ruolo difensore.

## Carriera

### Club
Ha sempre giocato nel campionato estone.

### Nazionale
Ha esordito in Nazionale Under-21 durante le qualificazioni agli europei di categoria, nel 2014.

## Palmarès

### Club

#### Competizioni nazionali
- Campionato estone: 2

Flora Tallinn: 2015, 2017
- Coppa d'Estonia: 1

Flora Tallinn: 2015-2016
- Supercoppa d'Estonia: 1

Flora Tallinn: 2016

#### Competizioni internazionali
- Coppa della Livonia: 1

Flora Tallinn: 2018